# Tort szwarcwaldzki

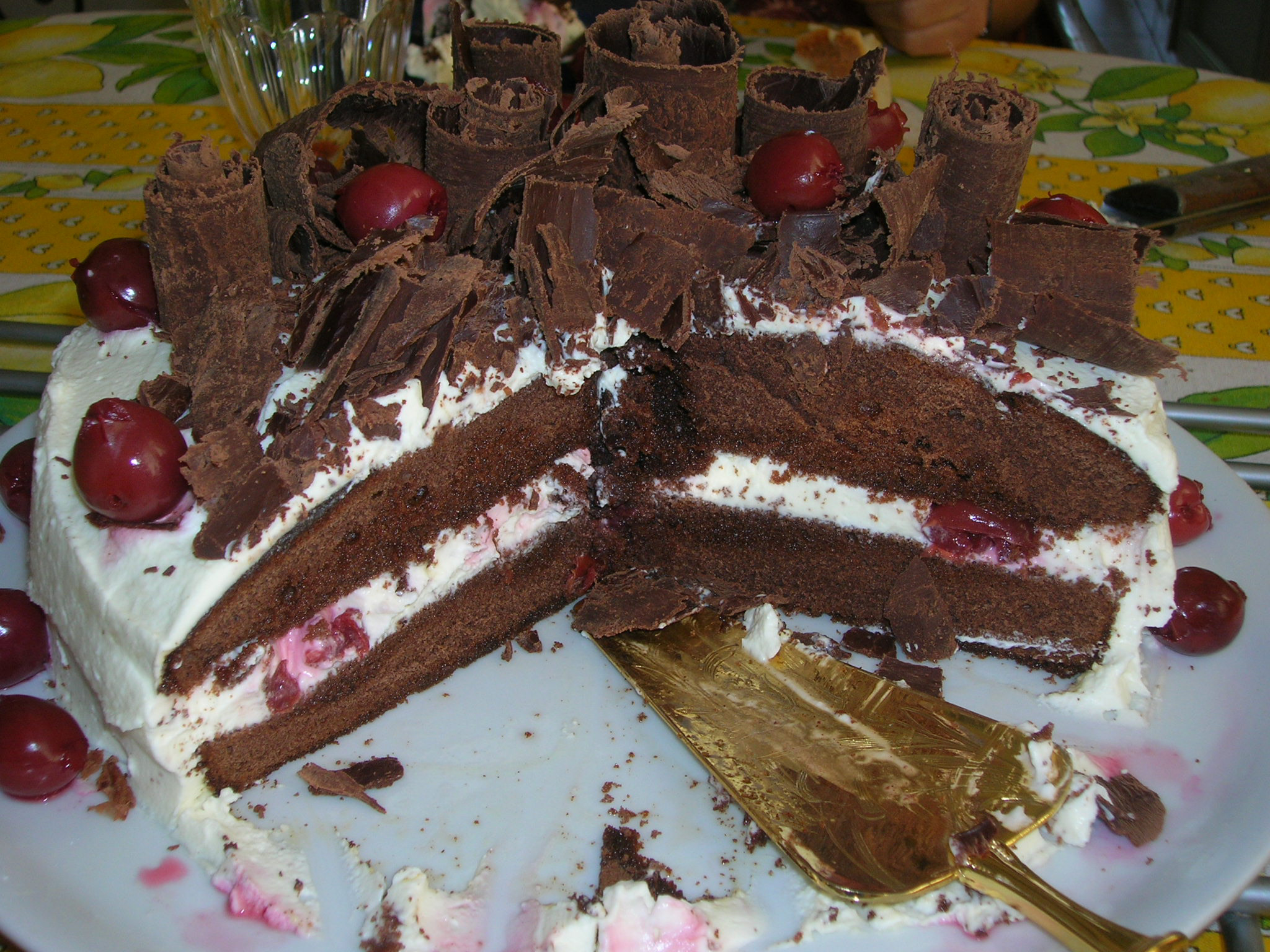
Tort szwarcwaldzki

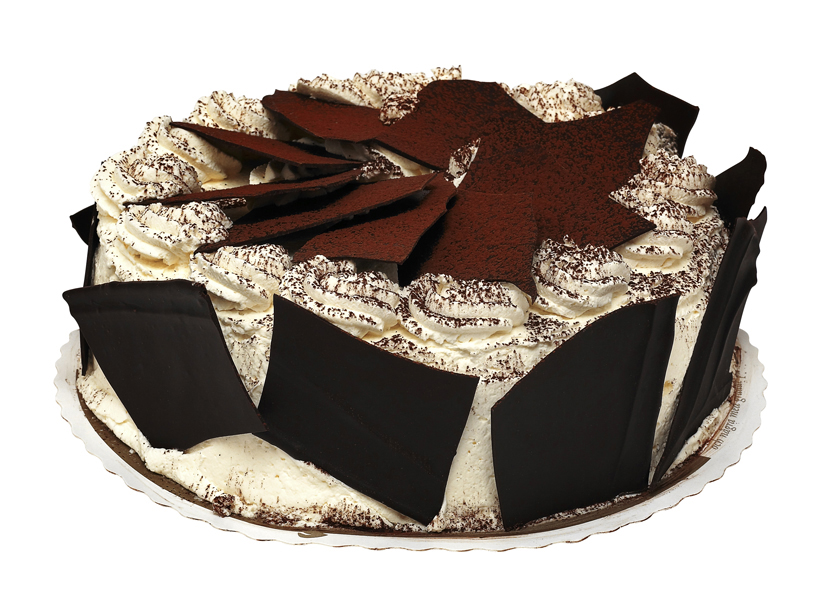
Szwedzki wariant Schwarzwaldtårta

Tort szwarcwaldzki (niem. Schwarzwälder Kirschtorte; potoczne Czarny Las) – tort z wiśniami, czekoladowe ciasto biszkoptowe przekładane bitą śmietaną i wiśniami, początkowo jako słodki regionalny deser, od XX wieku najpopularniejsze ciasto niemieckie. 
W Polsce podawany już w przedwojennych warszawskich kawiarniach. Obecnie występuje także w roli tortu weselnego.
Współcześnie uważany jest w najwyższym stopniu za klasyka wśród niemieckich ciast i znany jest na całym świecie. Zasadnicze składniki decydujące o smaku to: kakaowe blaty ciasta nasączone syropem wiśniowym i wódką Kirsch, bita śmietana z wiśniami (z syropu) oraz czekolada.
Ciasto szwarcwaldzkie jako deser znane było już w XIX wieku, choć pierwszy dokładny przepis na Schwarzwälder Kirschtorte pochodzi z roku 1930. Dokładne pochodzenie tego specjału nie jest jasne i niekoniecznie należy je łączyć ze Schwarzwaldem. Połączenie wiśni, śmietany i wiśniówki może rzeczywiście być znane już od XIX wieku, lecz nie w formie placka, ale jako deser z kandyzowanych wiśni i czereśni podawanych ze śmietaną, czasem z dodatkiem wiśniówki. Tort szwarcwaldzki mógł być więc prekursorem, przygotowywanym początkowo z ciasta biszkoptowego, wiśni i orzechów, często w połączeniu z kremem.
Pierwszy znany przepis pochodzić ma od cukiernika Josefa Kellera pracującego dla nieistniejącej już Café Agner w Bad Godesberg w 1915 roku. Receptura napisana przez Kellera w 1927 ograniczała się tylko do jednej warstwy kremowo czekoladowego ciasta biszkoptowego i składników cukierniczych z aromatem wiśniówki. Według dokumentów przechowywanych w archiwum Tübingen wynalazcą tortu jest cukiernik Erwin Hildenbrand z Café Walz w miejscowości Tybinga, która w latach 1818 do 1924 należała do okręgu szwarcwaldzkiego.